# پناهندگی ادوارد اسنودن
اقامت ادوارد اسنودن در روسیه بخشی از پیامدهای افشای جاسوسی‌های آمریکا از جهان توسط ادوارد اسنودن است. در ٢٣ ژوئن ٢٠١٣ ، اسنودن از هنگ کنگ به فرودگاه بین‌المللی شرمتیهوو مسکو پرواز کرد. مقامات روسی با مشاهده لغو پاسپورت آمریکایی وی ، وی را به ترمینال فرودگاه محدود کردند. در اول آگوست ، پس از ٣٩ روز حضور در بخش حمل و نقل ، اسنودن فرودگاه را ترک کرد. وی به مدت یک سال در روسیه پناهندگی موقت دریافت کرد. در ٧ آگوست ٢٠١۴ ، شش روز پس از انقضای پناهندگی یک ساله موقت اسنودن ، وکیل روسی وی اعلام کرد که اسنودن اجازه اقامت سه ساله را دریافت کرده است. به او این امکان را داد تا حداکثر سه ماه آزادانه در داخل روسیه سفر کند و به خارج از کشور برود.

در اکتبر سال ٢٠٢٠ ، پس از درخواست اسنودن برای تمدید مجوز موقت خود ، روسیه به او اقامت دائم نامحدود داد.  در نوامبر سال ٢٠٢٠ ، اسنودن اعلام کرد که او و همسرش در حال درخواست تابعیت روسیه هستند ، اما آنها 
"همچنان آمریکایی باقی می مانند ، پسر ما را با تمام ارزشهای آمریکای مورد علاقه ما تربیت می کنند" 

## ٢٠١٣

### اولین تماس و توقیف در فرودگاه
روسیه اولین بار در مورد اسنودن در هنگ کنگ اطلاعاتی را دریافت کرد. در آن زمان به آنها گفته شد شخصی که می خواهد علیه نقض حقوق بشر بجنگد می خواهد از روسیه پناهندگی بگیرد. در سال ٢٠١٧ ، ولادیمیر پوتین ، رئیس جمهور روسیه ، طی مصاحبه های پوتین با کارگردان الیور استون ، چگونگی درگیر شدن روسیه در حماسه اسنودن را توصیف کرد. روسیه به دلیل روابط پرتنش خود با ایالات متحده که نمی خواست بدتر شود ، نمی خواست درگیر شود. پس از آن آنها فهمیدند که اسنودن در هواپیمایی به مقصد مسکو است تا برای انتقال به هواپیمای دیگری که به مقصد آمریکای لاتین است ، منتقل شود. بیشتر این اطلاعات از طریق کانالهای غیررسمی از جمله اطلاعات فاش شده در مطبوعات دریافت می شد. در حالی که او در هواپیما بود ، کشورهای مقصد تمایلی به ورود او نداشتند و اسنودن در منطقه ترانزیتی فرودگاه بین‌المللی شرمتیهوو مسکو گیر کرده بود. هنگام حضور در فرودگاه ، مقامات ایالات متحده از روسیه خواستند که اسنودن را استرداد کند. اما این امکان وجود نداشت زیرا روسیه معاهده ای را برای همکاری در امور حقوقی پیشنهاد کرده بود که مستلزم استرداد متقابل مجرمان بود ، که ایالات متحده با آن توافق نکرده بود. بعلاوه ، ایالات متحده هرگز جنایتکار روسی را که در آمریکا پناهنده شده بود ، استرداد نکرد ، بنابراین استرداد اسنودن بی سابقه بود. اسنودن طبق قوانین روسیه مرتکب جرمی نشده بود.

### پناهندگی موقت
اسنودن پس از ٣٩ روز حضور در بخش ترانزیت ، در اول آگوست فرودگاه مسکو را ترک کرد. وی به مدت یک سال در روسیه پناهندگی موقت گرفت ،  با امکان تمدید مدت. به گفته وکیل روس وی ، اسنودن به دلایل امنیتی به مکانی نامعلوم رفت.  کاخ سفید اظهار داشت که "بسیار ناامید کننده است" و جلسه ای را که قبلاً با رئیس جمهور روسیه ولادیمیر پوتین برنامه ریزی شده بود لغو کرد.  بعلاوه ، سناتور جمهوری خواه آمریکایی ، لیندزی گراهام ، از رئیس جمهور اوباما خواست تا بازیهای المپیک زمستانی ٢٠١۴ در سوچی را تحریم کند ، اما جان بوهنر ، رئیس مجلس ، نیز یک جمهوریخواه ، این ایده را رد کرد و آن را "اشتباه اشتباه" دانست. 
در اواخر ژوئیه ٢٠١٣ ، لونی اسنودن گفت که او معتقد است پسرش بهتر است در روسیه بماند و اعتقاد ندارد که او یک دادگاه عادلانه در آمریکا دریافت خواهد کرد در اواسط ماه اکتبر ، وی پس از دیدار با پسرش در مسکو ، بعداً به مطبوعات گفت که از وضعیت ادوارد راضی است ، و هنوز هم معتقد بود که روسیه بهترین گزینه برای پناهندگی او است ، و گفت که او نگران نباشد که مردم "در آن طرف هجوم آورند مرز برای ارائه او. " لونی اسنودن اظهار داشت که پسرش راحت در روسیه زندگی می کند و مسکو را "مدرن و پیشرفته" می داند. ، اما از شناسایی سایت خودداری کرد.
جسیلین راداک ، یکی از وکلای آمریکایی اسنودن ، گفت که او از هیچ شغل جدید بی اطلاع است. لوک هاردینگ ، خبرنگار گاردین ، در ژوئن ٢٠١۴ در پاسخ به این سedال توسط روزنامه مسکو تایمز ، ادعا کرد که "کوچرنا به عنوان یک منبع کاملاً غیرقابل اعتماد است. ما [گاردین] سال گذشته هنگامی که این ادعا را مطرح کرد ، دور شرکت های IT روسیه را زدیم و هیچ یک - حداقل هیچ یک از بزرگان این را تأیید نکردند. "
ری مک گاورن ، تحلیلگر پیشین CIA ، که برای اعطای جایزه افشاگری به اسنودن به روسیه سفر کرده بود ، گفت که اسنودن هیچ وسیله ذخیره سازی مانند هارد دیسک یا فلش USB به روسیه یا چین نمی‌دهد و چهار لپ تاپ خالی را با خود به هنگ کنگ و مسکو به عنوان انحراف. مقامات آمریکایی گفتند که آنها تصور می کردند که هرگونه مطالب طبقه بندی شده بارگیری شده توسط اسنودن به دست چین و روسیه افتاده است ، اگرچه آنها اذعان داشتند که هیچ مدرکی در این باره ندارند. اسنودن در مصاحبه ای در اکتبر ٢٠١٣ اظهار داشت که هیچ ماده طبقه بندی شده ای به روسیه نیاورده است "زیرا این امر منافع عمومی را تأمین نمی‌کند." وی افزود: "احتمال اینکه روس ها یا چینی ها مدارکی دریافت کرده باشند صفر درصد است." 
در ژوئن ٢٠١۵ ، روزنامه ساندی تایمز گزارش داد که مقامات دولت انگلیس به طور ناشناس به روزنامه ادعا کردند روسیه و چین یک حافظه نهان رمزگذاری شده را شکسته اند. پرونده های گرفته شده توسط اسنودن ، مجبور به عقب نشینی جاسوسان انگلیس از عملیات زنده است.  بی بی سی همچنین اظهار داشت که منابع آنها به آنها گفته اند دارایی های اطلاعاتی انگلیس پس از نشت اسنودن به عنوان یک اقدام پیشگیرانه منتقل شده است. گلن گرین والد متهم کرد که این گزارش حاوی جعلی است و کاری جز نقل قول از مقامات گمنام انگلیس انجام نداده است. وی گفت که قسمتهایی از پست اصلی حذف شد بدون اینکه تایمز گفته باشد که این کار را انجام داده است. 
ویکی لیکس ویدئویی از اسنودن را در ١١ اکتبر منتشر کرد که در هنگام دریافت جایزه سام آدامز در مسکو گرفته شده بود ، اولین حضور عمومی وی در سه ماه گذشته. مقامات سابق دولت آمریکا که در این مراسم شرکت داشتند گفتند که هیچ مدرکی نمی دیدند که اسنودن تحت کنترل سرویس های امنیتی روسیه باشد. گروه افشاگران گفت که او روحیه خوبی دارد ، زیبا به نظر می رسد و هنوز هم معتقد است که وی حق داشت اسناد NSA را منتشر کند.  در این ویدئو ، اسنودن گفت "مردم در سراسر جهان در می یابند" که برنامه های نظارتی NSA مردم را در معرض خطر قرار می دهد ، به ایالات متحده و اقتصاد آن آسیب می رساند ، و "توانایی ما در گفتگو و فکر کردن و زندگی و خلاقیت را محدود می کند ، روابط داشته باشید و آزادانه معاشرت کنید "و همچنین مردم را" در معرض درگیری با دولت خود قرار دهید. "
در تاریخ ٣١ اکتبر ، هانس-کریستین اشتروبله ، نماینده آلمان به مسکو سفر کرد تا با اسنودن دیدار کند ، وی وی را برای شهادت در پارلمان آلمان دعوت کرد تا به تحقیقات در زمینه نظارت بر NSA تلفن آنگلا مرکل ، صدراعظم آلمان از سال ٢٠٠٢ کمک کند.  پس از بازدید ، اسنودن تمایل به شهادت را نشان داد ، اگرچه آلمان از مسکو درخواست نکرد. اسنودن گفت که ترجیح می دهد قبل از کنگره ایالات متحده شهادت دهد ، گزینه دوم او برلین است.
همچنین در ماه اکتبر ، گلن گرین والد اظهار داشت که ایالات متحده گذرنامه اسنودن را در حالی که در حال انتقال به آمریکای لاتین بود لغو کرد و کشورهای دیگری را که ممکن است عبور امن داشته باشند تهدید کرد.  نماینده ویکی لیکس ، سارا هریسون ، که اسنودن را از هنگ کنگ به مسکو همراهی می کرد ، در اوایل ماه نوامبر پس از انتظار روسیه را ترک کرد تا اینکه احساس کرد او مطمئن شده است که خودش را مستقر کرده و از مداخلات دولت آزاد است.

در ١٧ دسامبر ٢٠١٣ ، اسنودن نامه ای سرگشاده به مردم برزیل نوشت و پیشنهاد کمک به دولت برزیل در تحقیق در مورد اتهامات جاسوسی ایالات متحده را داد و افزود که وی همچنان به دنبال پناهندگی است و به آن احتیاج دارد. اسنودن نوشت: 
"تا زمانی که یک کشور پناهندگی سیاسی دائمی بدهد ، دولت آمریکا به تداخل در توانایی صحبت من ادامه خواهد داد ... تا آنجا پیش می رود که هواپیمای ریاست جمهوری ایو مورالس را وادار می کند تا از سفر من به آمریکای لاتین جلوگیری کند!" 
از زمانی که اسنودن فاش کرد ایالات متحده در حال جاسوسی بر روی رئیس جمهور برزیل دیلما روسف ، مشاوران ارشد وی و شرکت ملی نفت برزیل ، پتروبراس بود ، در هیاهو بود. روسف و مقامات وزارت خارجه برزیل در پاسخ گفتند که آنها نمی‌توانند پناهندگی اسنودن را در نظر بگیرند زیرا هیچ درخواست رسمی دریافت نکرده اند. یک نماینده وزارت امور خارجه گفت که نمابر درخواست پناهندگی در ماه ژوئیه به سفارت برزیل در مسکو ارسال شده است اما امضا نشده و نمی توان آن را تأیید کرد. دیوید میراندا ، شریک برزیلی گلن گرین والد ، دادخواست اینترنتی را آغاز کرد و از رئیس جمهور برزیل خواست که به ارائه پیشنهاد پناهندگی اسنودن بپردازد. 
اسنودن شش ماه پس از افشای مصاحبه اختصاصی ١۴ ساعته با بارتون گلمن از واشنگتن پست ملاقات کرد ، این اولین مصاحبه از زمان دریافت پناهندگی موقت بود. اسنودن در مورد زندگی خود در روسیه به عنوان "یک گربه داخلی" صحبت کرد ، در مورد زمان خود به عنوان پیمانکار NSA منعکس شد ، و در مورد افشاگری های نظارت جهانی و بازتاب های مختلف آنها بحث کرد. اسنودن گفت ، "از نظر رضایت شخصی ، مأموریت قبلاً انجام شده است ... من قبلاً برنده شدم. به محض اینکه روزنامه نگاران قادر به کار بودند ، تمام آنچه که سعی می کردم انجام دهم تأیید شد." او اظهار داشت: "من من در تلاش نیستم که NSA را پایین بیاورم ، بلکه در تلاش هستم تا NSA را بهبود بخشم ... الان هم اکنون در NSA کار می کنم. آنها تنها کسانی هستند که این موضوع را درک نمی‌کنند. " اسنودن در مورد اتهام مایکل هایدن ، مدیر سابق CIA و NSA ، مبنی بر اینکه وی گریخته است ، اظهار داشت ، "اگر من اصلاً فرار می کردم ، از دولت به عموم مردم فرار می کردم." در سال ٢٠١۴ ، اسنودن گفت که "به طور شگفت انگیزی زندگی می کند" زندگی باز "در روسیه و اینکه وقتی به فروشگاه های رایانه می رود او را می شناسند.
گفته BuzzFeed ، در ژانویه ۲۰۱۴یک مقام ناشناس پنتاگون گفت که می خواهد اسنودن را بکشد. این مقام مسئول با بیان اینکه اسنودن را "به تنهایی بزرگترین خائن تاریخ آمریکا" خواند ، گفت: "من دوست دارم یک گلوله به سر او بگذارم." اعضای جامعه اطلاعاتی نیز خصومت خصمانه خود را ابراز داشتند. یک تحلیلگر NSA گفت: "در جهانی که من مجاز به کشتن یک آمریکایی نباشم ، من شخصاً می رفتم و او را می کشم."
در اواخر ژانویه ۲۰۱۴، در ملاقات با مطبوعات ، گمانه زنی از مقامات ارشد ایالات متحده در کمیته های اطلاعاتی مجلس و سنا مبنی بر اینکه اسنودن ممکن است توسط اطلاعات روسیه کمک شود ، باعث مصاحبه ای نادر شد که طی آن اسنودن در دفاع از خود صحبت کرد. او به نیویورکر گفت "این فشار" جاسوسی روسی "پوچ است" ، افزود که "او به وضوح و بدون ابهام تنها عمل کرد ، بدون کمک هیچ کسی ، و نه کمتر از یک دولت." تحقیقات NSA و FBI هیچ شواهدی مبنی بر اینکه اسنودن هرگونه کمکی دریافت کرده است. روزها بعد سناتور آمریکایی دیان فاینشتاین اظهار داشت که هیچ مدرکی مبنی بر جاسوسی روس بودن اسنودن ندیده است. اشپیگل آلمانی اظهار داشت که این اتهامات بخشی از یک لشکرکشی توسط مقامات آمریکایی است.
این اتهامات ، اسنودن را ناامید نکرد ، وی گفت "رسانه ها اظهاراتی را گزارش می دهند که خود سخنرانان اعتراف می کنند حدس و گمان محض است." در اواخر ژانویه ۲۰۱۴، اریک هولدر دادستان کل ایالات متحده ، در مصاحبه با MSNBC ، با اشاره به اینکه او آماده است تا اسنودن را با شرایط مذاکره شده از روسیه برگرداند ، اظهار داشت که او آماده گفتگو با او است ، اما احترام کامل ادامه خواهد داشت خیلی دور است.
اولین مصاحبه تلویزیونی اسنودن در تاریخ ٢۶ ژانویه ۲۰۱۴، از شبکه NDR آلمان پخش شد. در آوریل ٢٠١۴ ، او در جریان تبادل نظر و پرسش و پاسخ سالانه رئیس جمهور پوتین با مردم ، از مکانی نامشخص روی ویدئو ظاهر شد. اسنودن پرسید آیا روسیه ارتباطات افراد را رهگیری ، ذخیره یا تجزیه و تحلیل می کند؟ پوتین پاسخ داد ، "روسیه فقط با مجازات حکم دادگاه از روشهای نظارتی برای جاسوسی بر روی افراد استفاده می کند. این قانون ماست و بنابراین هیچ نظارت گسترده ای در کشور ما وجود ندارد." بنجامین ویتس در جمهوری جدید تبادل نظر به عنوان "یک تبلیغ تبلیغاتی کاملاً خطی برای ولادیمیر پوتین". اسنودن اصرار داشت که س hisال وی برای پاسخگویی رئیس جمهور روسیه طراحی شده است. اسنودن در جوابیه ای برای روزنامه گاردین گفت که سوال وی "آینه بخشیدن به تبادل نظر بدنام در جلسات کمیته اطلاعات سنای ایالات متحده بین سناتور رون ویدن و مدیر اطلاعات ملی ، جیمز کلاپر ، در مورد اینکه آیا NSA سوابق میلیون ها نفر را جمع آوری کرده است" از آمریکایی ها ، و یا دعوت از یک امتیاز مهم یا یک فرار آشکار. " اسنودن پاسخ پوتین را "گریز" خواند. چند روز بعد ، دیلی بیست گزارش داد که خود اسنودن "بلافاصله پشیمان شد" و از "پورتال س softال سافت بال" ، که با چند مشاور اصلی وی ساخته شده بود ، پرسید و او را با این واکنش فریب داد. بن ویزنر ، وکیل ACLU ، یکی از نزدیک ترین مشاوران اسنودن ، به Beast گفت که اسنودن نمی‌فهمید که چقدر ظاهر او با پوتین به عنوان یک پیروزی تبلیغاتی کرملین تلقی می شود. ویزنر اذعان کرد: "من می دانم که باور کردن این کار سخت است." "من می دانم که اگر فقط از دور نگاه می کردم ، فکر می کردم ، واو ، آنها او را مجبور به این کار کردند." اما این درست نیست. او فقط لعنتی این کار را کرد. " شش ماه بعد در مورد این حادثه ، اسنودن پذیرفت ،" بله ، این وحشتناک بود! اوه ، عیسی ، که در صورت من منفجر شد ... و در ایالات متحده ، کاری که من در آن کنفرانس مطبوعاتی پوتین انجام دادم ارزش آن را نداشت. "
در مارس ٢٠١۴ ، گروه بین‌المللی حمایت از حقوق دیجیتال اروپا (EDRi) گفت که پارلمان اروپا ، با تصویب بسته اصلاحات حفاظت از داده ها ، اصلاحاتی را که موجب اتهامات علیه اسنودن شده و به او پناهندگی یا پناهندگی اعطا می کرد ، رد کرد. در ماه مه ٢٠١۴ ، برایان ویلیامز از NBC اولین مصاحبه را برای تلویزیون آمریکا ارائه داد. در ماه ژوئن ، واشنگتن پست گزارش داد که اسنودن در طول سال اول پناهندگی خود در روسیه "ده ها هزار دلار جایزه نقدی و هزینه های حضور از سازمان های خصوصی و گروه های دیگر" دریافت کرده است ، در مورد پروژه های کتاب و فیلم پرس و جو کرده و در حال بررسی است موضع گیری با بنیادی در آفریقای جنوبی که کار در زمینه امنیت و حریم خصوصی را پشتیبانی می کند. ونیز اسنودن ، بن ویزنر ، گفت: "هر لحظه که او تصمیم بگیرد که می خواهد فرد ثروتمندی باشد ،" این مسیر برای او در دسترس است ، "اگرچه دولت آمریکا می تواند برای به دست آوردن چنین عوایدی تلاش کند. همچنین در ماه مه ، کمیته پارلمان آلمان در مورد رسوایی جاسوسی NSA که به اتفاق آرا تصمیم گرفت اسنودن را برای شهادت به عنوان شاهد دعوت کند. در ماه سپتامبر ، احزاب مخالف در پارلمان آلمان شکایات قانون اساسی را مطرح کردند تا دولت را مجبور کنند تا اسنودن را در برلین شهادت دهد. اسنودن یک کنفرانس ویدیویی پیشنهادی از مسکو را رد کرده بود و گفت که او می خواهد

## ٢٠١۵
در ماه مه۲۰۱۵، وکیل اسنودن، بن ویزنر گفت که منبع اصلی درآمد اسنودن هزینه‌های صحبت کردن وی دررسانه‌ها است که بعضی اوقات بیش از۱۰۰۰۰ دلار است. در نوامبر ۲۰۱۵، اسنودن گفت که قصد ندارد نقشی در سیاست روسیه ایفا کند و می‌خواهد تمرکز خود را به مسائل آمریکا اختصاص دهد. وی در طی یک رویداد پانل، گفت: "مردم می‌گویند من در روسیه زندگی می‌کنم، اما این در واقع کمی سوء تفاهم است. من در اینترنت زندگی می‌کنم. "

## ٢٠١٧
در روزهای رو به سقوط دولت اوباما، مدیر سابق سیا، مایکل مورل پیشنهاد کرد که روسیه باید اسنودن را به عنوان «هدیه» به دونالد ترامپ به ایالات متحده تحویل دهد. این اظهار نظر انتقاد شدیدی را از طرف وزارت امور خارجه روسیه به همراه داشت، و خاطرنشان کرد که به اسنودن اجازه تمدید مدت اقامت وی تا سال ۲۰۲۲ داده شده‌است، و گفت آنچه مورل پیشنهاد کرد خیانت خواهد بود.
یک مقام ارشد آمریکایی در فوریه سال ۲۰۱۷ اعلام کرد که روسیه در نظر دارد استرداد اسنودن را به منظور «ترغیب به نفع» با رئیس‌جمهور دونالد ترامپ انجام دهد. اسنودن با اظهارنظر در دفاع از خود، با استفاده از آن به عنوان مدرکی مبنی بر اینکه وی جاسوسی روسی نیست، بیان اینکه در یک پست توییتر خود اظهار داشت: "سرانجام: شواهد غیرقابل انکار که من هرگز با اینتل روسی همکاری نکردم. هیچ کشوری جاسوسی را با دیگران معامله نمی‌کند، زیرا بقیه می‌ترسند که در مرحله بعدی باشند. " وکیل ادوارد اسنودن، بن ویزنر اظهار داشت که "وی از برنامه‌های این چنین چیزی نشنیده‌است و" تیم اسنودن دلیل جدیدی برای نگرانی ندارد. " رئیس جمهور ولادیمیر پوتین همچنین گزارش ایالات متحده را تکذیب کرد و اظهار داشت که این "مزخرف" است.

### اقامت دائم
در اکتبر سال ٢٠٢٠ ، اسنودن در روسیه اقامت دائم گرفت. وکیل وی گفت که اعطای اجازه اقامت نامحدود پس از تغییر در قوانین مهاجرت فدراسیون روسیه در سال ٢٠١٩ امکان پذیر شد.

### درخواست تابعیت روسیه
در نوامبر سال ٢٠٢٠ ، اسنودن اعلام کرد که او و همسرش ، لیندسی ، که در اواخر ماه دسامبر در انتظار پسرشان است ، درخواست تابعیت دوگانه ایالات متحده و روسیه را دارند تا "در این دوره همه گیری ها و مرزهای بسته" از او جدا نشوند. پسر آنها از نظر حق تولد حق تابعیت روسیه را خواهد داشت.
1. ↑  «Shinkman, Paul D. (October 22, 2020). "Russia Grants Expatriate Leaker Edward Snowden Permanent Residency". U.S. News & World Report. Retrieved October 22, 2020».
2. ↑  «Roth, Andrew (November 2, 2020). "Edward Snowden applies for Russian citizenship for sake of future son". The Guardian. Retrieved November 2, 2020».
3. ↑  «"Snowden out of airport, still in Moscow". CNN. August 2, 2013. Retrieved April 11, 2015».
4. ↑  «Loiko, Sergie (August 1, 2013). "Edward Snowden granted asylum, leaves Moscow airport in taxi". LA Times».
5. ↑  «Loiko, Sergie (August 1, 2013). "Edward Snowden granted asylum, leaves Moscow airport in taxi". LA Times».
6. ↑  «"Edward Snowden asylum: US 'disappointed' by Russian decision". The Guardian. Retrieved December 3, 2015».
7. ↑  «"Statement by the Press Secretary on the President's Travel to Russia". The White House. USA. August 7, 2013».
8. ↑  «"House leader John Boehner rejects Olympic boycott over Snowden". USA Today. July 17, 2013. Retrieved November 21, 2014».
9. ↑  «"Edward Snowden better off in Russia than US, his father says." Associated Press at The Guardian. July 27, 2013».
10. ↑  «"NSA Leaker Edward Snowden Has New Job in Russia, Lawyer Says". ABC News. October 31, 2013. Retrieved April 11, 2015».
11. ↑  «"Snowden Book and Upcoming Film Chronicle Exile". The Moscow Times. June 9, 2014».
12. ↑  «Hosenball, Mark (October 11, 2013). "Laptops Snowden took to Hong Kong, Russia were a 'diversion'". Reuters. Retrieved April 11, 2015». بایگانی‌شده از اصلی در ۲۴ سپتامبر ۲۰۱۵. دریافت‌شده در ۳۱ ژانویه ۲۰۲۱.
13. ↑  «Risen, James (October 17, 2013). "Snowden Says He Took No Secret Files to Russia". The New York Times. Retrieved January 20, 2014».
14. ↑  «Harper, Tom; Kerbaj, Richard; Shipman, Tim (June 14, 2015). "British spies betrayed to Russians and Chinese"». بایگانی‌شده از اصلی در ۱ فوریه ۲۰۱۷. دریافت‌شده در ۳۱ ژانویه ۲۰۲۱.
15. ↑  «Greenwald, Glenn (June 14, 2015). "The Sunday Times' Snowden Story is Journalism at its Worst — and Filled with Falsehoods"». بایگانی‌شده از اصلی در ۲۶ اوت ۲۰۱۵. دریافت‌شده در ۳۱ ژانویه ۲۰۲۱.
16. ↑  «Edward Snowden back in the limelight? Father, US whistleblowers visit Moscow (+video). The Christian Science Monitor. (October 10, 2013)».
17. ↑  «"Edward Snowden says NSA surveillance programmes 'hurt our country'". The Guardian. October 12, 2013. Retrieved April 11, 2015».
18. ↑  «Obama knew of NSA spying on Merkel and approved it, report says. Fox News (October 27, 2013)».
19. ↑  «German MP meets Snowden, says he is willing to come to Germany for inquiry. Reuters». بایگانی‌شده از اصلی در 30 اكتبر 2015. دریافت‌شده در 31 ژانویه 2021. تاریخ وارد شده در |archive-date= را بررسی کنید (کمک)
20. ↑  «Snowden may aid Germany on US spying details. Is Berlin visit in the cards?. The Christian Science Monitor. (November 1, 2013)».
21. ↑  «Vargas, Natasha. (October 24, 2013) Enemy of the State. Advocate.com».
22. ↑  «"Snowden's open letter offers to help Brazil look into NSA surveillance". CNN. December 18, 2013».
23. ↑  «"Brazil says it is not considering asylum for Edward Snowden". CBS News. Reuters. December 17, 2013».
24. ↑  Shane, Scott (May 19, 2015). "Snowden Sees Some Victories, From a Distance". The New York Times. Retrieved May 20, 2015.
25. ↑  Snowden, Edward (November 10, 2015). "Secret Sources: Whistleblowers, National Security & Free Expression". Secret Sources: Whistleblower, National Security & Free Expression: Edward Snowden. PEN America. minute 32. Retrieved November 24, 2015.
26. ↑  Pascaline, Mary (January 18, 2017). "Russia Extends Snowden's Asylum By 'A Couple More Years'". International Business Times. Retrieved January 18, 2017.
27. ↑  CYNTHIA MCFADDEN and WILLIAM ARKIN (February 10, 2017). "Russia Considers Returning Snowden to U.S. to 'Curry Favor' With Trump: Official". Retrieved February 10, 2017.
28. ↑  "Edward Snowden responds to report suggesting Russia would 'gift' him to US - National - Globalnews.ca". globalnews.ca. February 11, 2017. Retrieved March 31, 2019.
29. ↑  «اسنودن سند اقامت دایمی روسیه دریافت کرد». af.sputniknews.com. دریافت‌شده در ۲۰۲۱-۰۷-۱۴.
30. ↑  «قصد ادوارد اسنودن برای دریافت تابعیت روسیه». af.sputniknews.com. دریافت‌شده در ۲۰۲۱-۰۷-۱۴.